# Margareta Eriksdotter Leijonhufvud

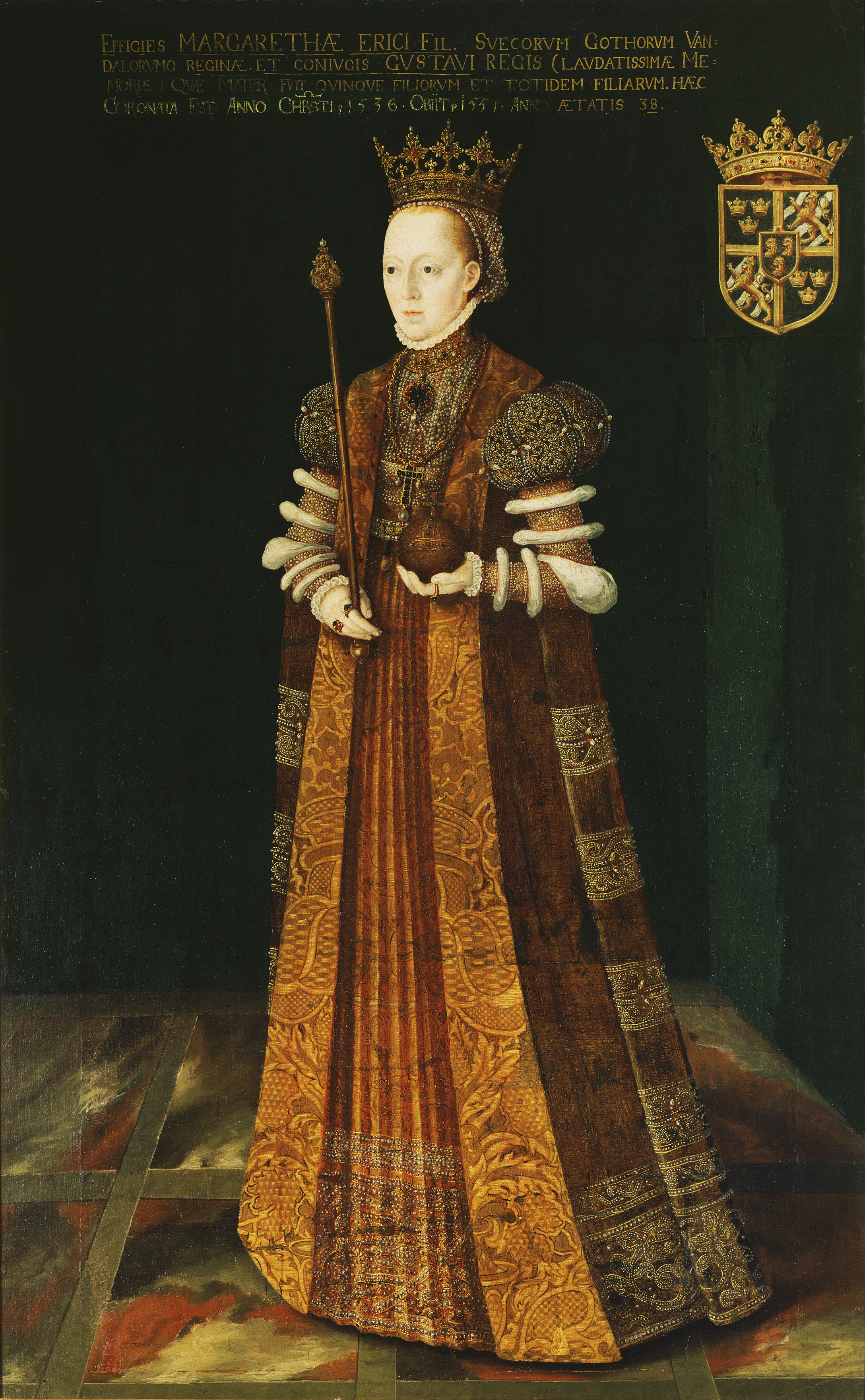
Margareta Leijonhufvud

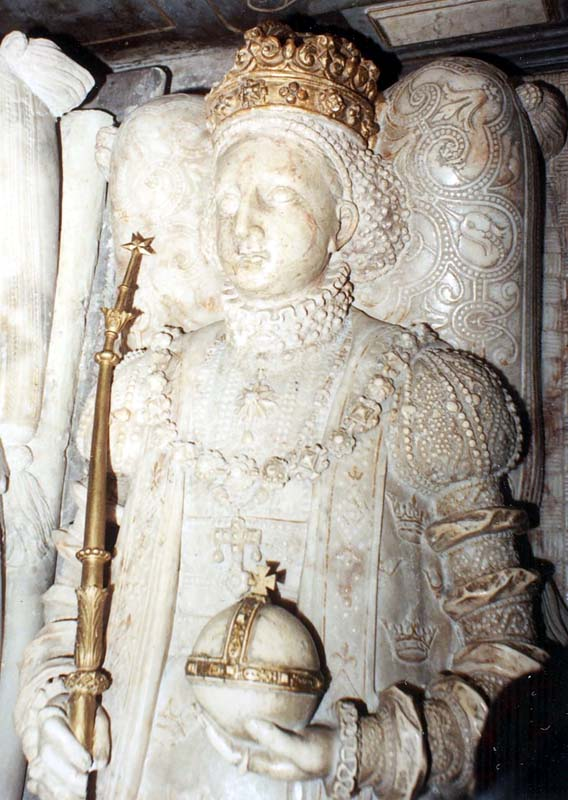
Königin Margareta auf dem Grabdenkmal von Gustav Wasa (1560)

Margareta Eriksdotter Leijonhufvud (meist nur „Margareta Leijonhufvud“, deutsch: Löwenhaupt; * 1. Januar 1516 auf Schloss Lo in Gräfsnäs in Västergötland; † 26. August 1551 auf Schloss Tynnelsö am Mälaren) war vom 1. Oktober 1536 bis zu ihrem Tod als zweite Ehefrau von  Gustav I. Wasa Königin von Schweden.

## Leben
Sie wurde als drittes von sechs Kindern und zweite Tochter des Reichsrats Erik Abrahamsson Leijonhufvud und dessen Gemahlin Ebba Eriksdotter aus dem Geschlecht der Wasa geboren. Margareta war erst vier Jahre alt, als ihr Vater am 8. November 1520 bei dem Stockholmer Blutbad auf dem Stortorget in Stockholm ermordet wurde. Anders als die Angehörigen der übrigen Hingerichteten blieben Ebba und ihre Kinder in Freiheit und behielten auch ihren Besitz.
Als Gustav Vasa 1523 König wurde, erlangte Margaretas Mutter, die nach der Ermordung ihres Mannes nicht wiedergeheiratet hatte, als reiche Grundbesitzerin und Verwandte des Königs großen Einfluss am Hof. Margaretas ältere Schwester Brita heiratete 1531 mit Gustav Stenbrock einen engen Vertrauten des Königs und wurde Mutter von Gustav Wasas dritter Ehefrau Katharina Stenbock.
Etwa ein Jahr nach dem Tod seiner ersten Gemahlin Katharina von Sachsen-Lauenburg heiratete Gustav I. Wasa am 1. Oktober 1536 die 20-jährige Margareta Leijonhufvud. Angeblich war Margareta eigentlich mit Svante Stensson Sture verlobt gewesen, der sich zur Zeit ihrer Eheschließung mit dem König im Ausland aufhielt und zwei Jahre später ihre jüngere Schwester Märta Eriksdotter Leijonhufvud (1520–1584) heiratete. Die Trauung vollzog Erzbischof Laurentius Petri. Anlässlich der Hochzeit wurden die Brüder der Braut zu Rittern geschlagen und die Schwäger in den Reichsrat aufgenommen.
Obwohl Margareta 20 Jahre jünger war als ihr Gemahl, fühlte sie sich in ihrer Rolle sehr wohl und mit ihrer milden, freundlichen Art übte sie großen Einfluss auf Gustav Wasa aus. Sie vermittelte zwischen ihm und Bittstellern und verwaltete in seiner Abwesenheit die Krongüter neben ihrem eigenen Besitz. Auch der Einfluss ihrer Mutter auf den König wuchs. Margareta war jedoch katholisch und blieb ihrem katholischen Glauben treu, während ihr Gemahl nach Einführung der Reformation mit dem Besitz katholischer Kirchen und Klöster die Staatskasse auffüllte.
Margareta starb im August 1551 nach kurzer Krankheit. Gustav Wasa soll über ihren Tod sehr betrübt gewesen sein. Sie wurde im Dom zu Uppsala neben Gustav Wasas erster Frau beigesetzt. Dass acht ihrer zehn Kinder, die sie innerhalb von 13 Jahren zur Welt brachte, das Erwachsenenalter erreichten, war für die damalige Zeit ungewöhnlich. Für die Erziehung der Kinder, darunter zwei künftige Könige, waren Margaretas jüngste Schwester Märta  und deren Schwiegermutter Christina Gyllenstierna zuständig.
Ein Jahr nach ihrem Tod heiratete Gustav Wasa ihre erst 17-jährige Nichte Katharina Stenbock, die Tochter von Margaretas ältesten Schwester Birgitta Eriksdotter Leijonhufvud (* 1514; † 1572).
Nach dem Tod ihres Mannes 1560 wurde sie in die Grabkammer im Chor des Doms umgebettet, über dem sich das Grabmal erhebt, auf dem der König zwischen seinen beiden ersten Frauen dargestellt ist.

## Nachkommen
In ihrer 15-jährigen Ehe brachte sie zehn Kinder zur Welt:
- Johann III. (* 20. Dezember 1537; † 17. November 1592), König von Schweden
- Katharina (* 6. Juni 1539; † 21. Dezember 1610) ⚭ Edzard II. Graf von Ostfriesland
- Cäcilie (* 6. November 1540; † 27. Januar 1627) ⚭ 11. November 1564 den Markgrafen Christoph II. von Baden-Rodemachern
- Magnus (* 25. Juli 1542; † 20. Juni 1595), Herzog von Östergötland
- Karl (*/† 1544), Prinz von Schweden
- Anna Maria (* 9. Juni 1545; † 3. März 1610) ⚭ Georg Johann I. von Pfalz-Veldenz
- Sten (* 1546; † 1549), Prinz von Schweden
- Sophia (* 29. Oktober 1547; † 3. März 1611) ⚭ Magnus II. von Sachsen-Lauenburg
- Elisabeth (* 4. April 1549; † 12. November 1597) ⚭ Christoph zu Mecklenburg
- Karl IX. (* 4. Oktober 1550; † 30. Oktober 1611), König von Schweden